# Ставропольська духовна семінарія
Ставропольська духовна семінарія (скорочено СтДС) — вищий духовний навчальний заклад Ставропольської і Невинномиської єпархії Відомства православного сповідання Російської імперії.

## Історія
Творець і організатор семінарії єпископ Єремія Соловйов, призначений на початку 1843 року на новостворену Кавказьку і Чорноморську єпархію, в грудні 1843 року посилає доповідну записку в Святійший Синод з приводу відкриття нової духовної семінарії. Особливу допомогу в організації семінарії надав намісник Кавказу, князь М. С. Воронцов.
20 липня 1846 року Постанова Святійшого Синоду про відкриття в Ставрополі Кавказької семінарії була затверджена. Офіційне відкриття Кавказької духовної семінарії відбулося 13 листопада 1846 року.
Кавказька семінарія була відкрита, головним чином, для задоволення місцевих церковних потреб, тут здобували освіту вихідці із Закавказзя і Північного Кавказу: грузини, осетини, абхази, калмики, адиги та інші.
У 1885 році на Кавказі були засновані дві нові єпархії: Владикавказька і Сухумська. Унаслідок зміни меж єпархії, Кавказька єпархія була перейменована в Ставропольську. Відповідно і семінарія стала іменуватися Ставропольською.
Закрита більшовиками 18 березня 1920 року.

## Ректори
- 23 серпня 1846—1848 — архімандрит Серафим Аретинський

- 16 квітня 1849-31 жовтня 1850 — архімандрит Герасим Добросердов, святитель в Соборі Сибірських святих

- 31 жовтня 1850-20 вересня 1857 — архімандрит Іоанникій Барков

- 21 листопада 1857-22 серпня 1859 — архімандрит Герман Осецький

- 2 вересня 1859-1 травня 1863 — архімандрит Єпіфаній Ізбицький

- 1 травня 1863-26 травня 1871 — архімандрит Ісаакій Положенський

- 26 травня 1871-2 липня 1882 — архімандрит Тихон Троїцький-Донебін

- 2 липня 1882-7 квітня 1883 — архімандрит Мефодій (Нікольський)

- 7 квітня 1883-16 жовтня 1887 — протоієрей Іоанн Лебедєв

- 16 жовтня 1887-11 березня 1890 — архімандрит Микола Адоратський

- 24 березня 1890-11 січня 1891 — архімандрит Питирим Окнов

- 11 січня 1891-5 лютого 1892 — архімандрит Михайло Темнорусов

- 5 лютого 1892-7 жовтня 1893 — архімандрит Назарій Кирилов

- 7 жовтня 1893-12 серпня 1894 — архімандрит Антоній Середонін

- 21 вересня 1894-25 жовтня 1904 — протоієрей Петро Смирнов

- 25 жовтня 1904-25 вересня 1911 — протоієрей Костянтин Кутєпов

- 1911—1914 — архімандрит Августин

- 1914-1 травня 1915 — архімандрит Микола Кенарський

- 1 травня 1915-18 травня 1920 — протоієрей Василь Іванов